# Rapport (nyhedsprogram)
 For alternative betydninger, se Rapport. (Se også artikler, som begynder med Rapport)
Rapport er et svensk nyhedsudsendelse produceret af Sveriges Television og vises på SVT 1, SVT 2 og
SVT24. Programmet anses som det største og vigtigste nyhedsudsendelse i Sverige. Programmet sendes hver halve time i morgenprogrammet Morgonstudion fra 06:30 til 09:30, og resten af dagen 12:00, 16:00, 18:00, 19:30 og en sen aftenudgave mellem 22:00 og midnat. Programmet havde premiere 5. december 1969, samme dag som SVT 2 havde premiere.
Rapports nuværende studie blev introduceret 5. december 2019, på 50-årsdagen for programmet.